# Žibrše
Žibrše – wieś w Słowenii, w gminie Logatec. W 2018 roku liczyła 177 mieszkańców.